# Lahr (Hunsrück)
Lahr település Németországban, Rajna-vidék-Pfalz tartományban. Lakosainak száma 163 fő (2023. december 31.). Lahr Mörsdorf és Zilshausen községekkel határos.

## Népesség
A település népességének változása:
| Lakosok száma | 180  | 169  | 163  | 163  | 167  | 163  |
|               | 2014 | 2017 | 2019 | 2021 | 2022 | 2023 |